# Ninurta-kudurri-usur I
Ninurta-kudurri-usur I va ser el segon rei de la VI dinastia de Babilònia o Dinastia Bazi segons la Llista dels reis de Babilònia.
Segons la «Llista de reis A» va regnar durant dos anys, el 987 aC i el 986 aC, mentre que la «Llista de reis B» diu que només va ser rei un any. Una Llista sincrònica de reis d'Assíria el fa contemporani d'Aixurnirari IV i no d'Aixurrabi II, que concordaria més amb la cronologia generalment acceptada. Es tenen poques dades d'aquest rei. El va succeir el seu germà Širikti-šuqamuna.